# Рогата школа
«Рогата школа. Музей побуту села» — культурно-туристичний заклад, розташований у селі Нове Поріччя Городоцької територіальної громади Хмельницької області. Музей міститься в будівлі колишньої сільської школи, зведеної в стилі неоготики наприкінці XIX — на початку XX століття. Завдяки характерним архітектурним виступам на даху, які нагадують роги, серед місцевих жителів закріпилася назва «Рогата школа».
Офіційне відкриття музею відбулося 28 травня 2025 року у Всеукраїнський день краєзнавства.

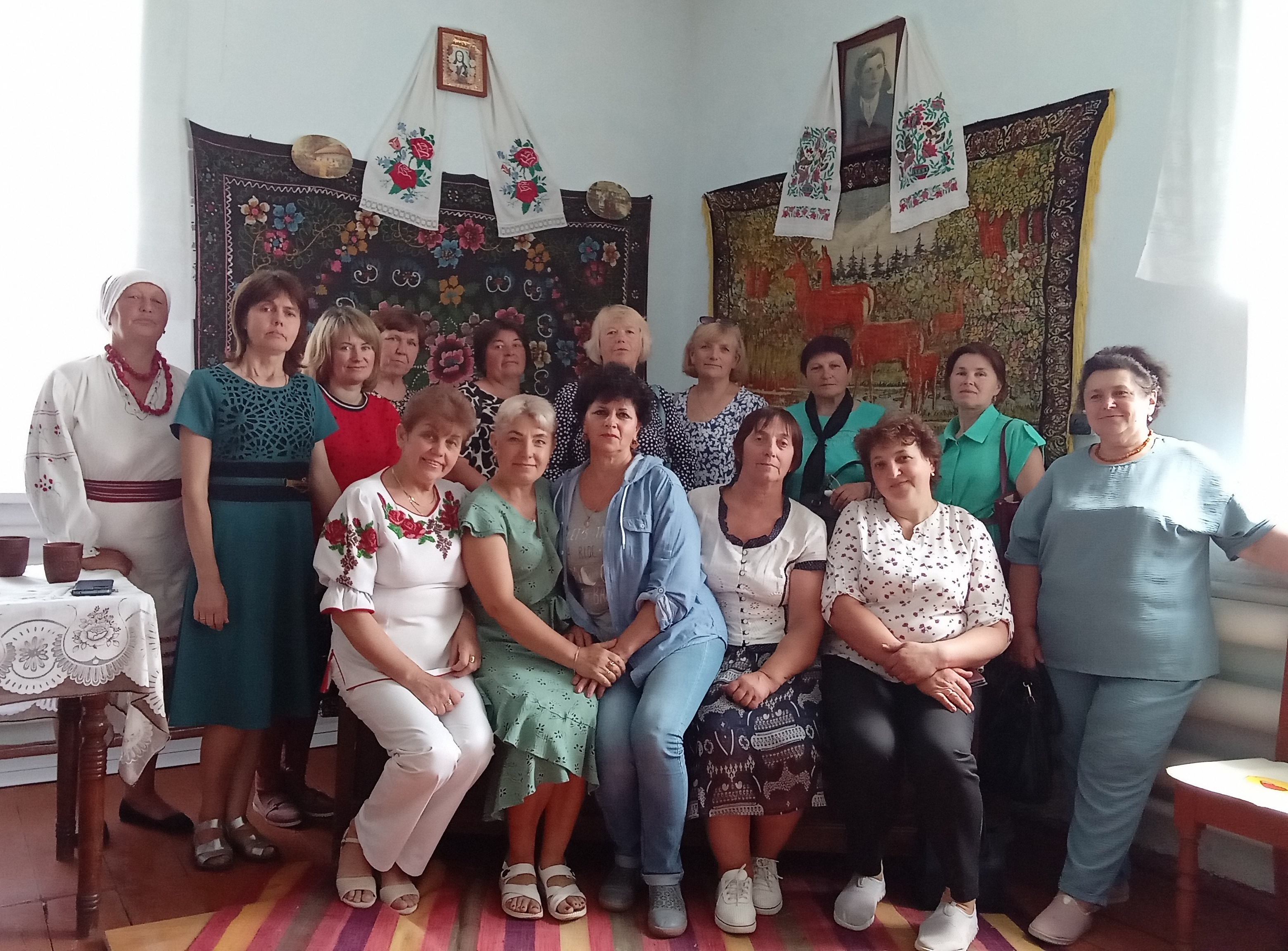
Музей побуту села, розташований у приміщенні колишньої Рогатої школи (Городоцька ТГ, Хмельницька область). Фото зроблене під час екскурсії бібліотекарів 19 червня 2025 року.

## Історія
До переїзду в історичну будівлю музей побуту діяв у приміщенні місцевого будинку культури. Ініціаторками створення нового простору стали працівниці культури, зокрема директорка закладу Тамара Пунда. Ідея оновлення музею отримала широку підтримку серед мешканців села.
Староста села Любов Королівська відзначила, що музей швидко викликав інтерес не лише в межах громади, а й за її межами.

## Експозиція
До експозиції музею увійшли предмети традиційного сільського побуту, зокрема:
- глиняний посуд,
- вугільні праски,
- дерев'яні меблі,
- ікони,
- знаряддя праці.
- вишиті експонати

Усі експонати були передані мешканцями села та мають родинне походження. Предмети розміщено в кількох кімнатах, кожна з яких має тематичну спрямованість.

## Сучасність
Станом на 2025 рік у селі Нове Поріччя проживає близько 400 осіб. Попри складну ситуацію в країні та відтік молоді, громада активно підтримує культурні ініціативи. Музей виконує не лише краєзнавчу функцію, а й слугує осередком культурного життя.
У приміщенні «Рогатої школи» також виділено окрему кімнату для Новопорічанської сільської бібліотеки-філії Городоцької центральної публічної бібліотеки, що забезпечує жителів доступом до інформаційних ресурсів, читання та дозвілля. Таким чином, оновлений простір поєднує музейну, культурно-просвітницьку та бібліотечну функції.